# Göran Bjerendal
Göran Melker Bjerendal (Mölndal, 21 de octubre de 1951) es un deportista sueco que compitió en tiro con arco, en la modalidad de arco recurvo. Su hermano Gert compitió en el mismo deporte.
Ganó una medalla de bronce en el Campeonato Mundial de Tiro con Arco al Aire Libre de 1985, una  medalla de plata en el Campeonato Mundial de Tiro con Arco en Sala de 1997, cuatro medallas en el Campeonato Europeo de Tiro con Arco al Aire Libre entre los años 1980 y 1988, y tres medallas en el Campeonato Europeo de Tiro con Arco en Sala, en los años 1985 y 1996.
Participó en cuatro Juegos Olímpicos de Verano, entre los años 1980 y 1996, ocupando el sexto lugar en Los Ángeles 1984 (individual), el octavo en Seúl 1988 (equipo) y el sexto en Atlanta 1996 (equipo).

## Palmarés internacional
| Campeonato Mundial al Aire Libre | Campeonato Mundial al Aire Libre | Campeonato Mundial al Aire Libre | Campeonato Mundial al Aire Libre |
| Año                              | Lugar                            | Medalla                          | Prueba                           |
| -------------------------------- | -------------------------------- | -------------------------------- | -------------------------------- |
| 1985                             | Seúl (Corea del Sur)             | Medalla de bronce                | Equipo                           |
| Campeonato Mundial en Sala       |                                  |                                  |                                  |
| Año                              | Lugar                            | Medalla                          | Prueba                           |
| 1997                             | Estambul (Turquía)               | Medalla de plata                 | Equipo                           |
| Campeonato Europeo al Aire Libre |                                  |                                  |                                  |
| Año                              | Lugar                            | Medalla                          | Prueba                           |
| 1980                             | Compiègne (Francia)              | Medalla de oro                   | Equipo                           |
| 1980                             | Compiègne (Francia)              | Medalla de bronce                | Individual                       |
| 1986                             | Esmirna (Turquía)                | Medalla de bronce                | Equipo                           |
| 1988                             | Luxemburgo (Luxemburgo)          | Medalla de plata                 | Equipo                           |
| Campeonato Europeo en Sala       |                                  |                                  |                                  |
| Año                              | Lugar                            | Medalla                          | Prueba                           |
| 1985                             | Odense (Dinamarca)               | Medalla de plata                 | Equipo                           |
| 1985                             | Odense (Dinamarca)               | Medalla de bronce                | Individual                       |
| 1996                             | Mol (Bélgica)                    | Medalla de oro                   | Equipo                           |